# Ischionodonta serripes
Ischionodonta serripes là một loài bọ cánh cứng trong họ Cerambycidae.